# Ischyrorhynchus
Ischyrorhynchus — викопний рід річкових платанічстових дельфінів з Південної Америки. Було описано один вид, I. vanbenedeni.